# Хидроксид
Хидрокси́д (или хидроо́кис) се нарича анионът OH−, съставен от кислороден и водороден атом, свързани с ковалентна връзка. Положително заредената част на химичното съединение обикновено е йон на метал, но може и да е органична група. Известни са хидроксиди на почти всички химични елементи; някои от тях съществуват в природата във вид на минерали.

## Класификация
В зависимост от това дали съответният оксид е основен, киселинен или амфотерен, съществува следната класификация:
- основни хидроксиди (основи) – хидроксиди, проявяващи основни свойства (например калциев дихидроксид Ca(ОН)2, калиев хидроксид KOH, натриев хидроксид NaOH и др.);
- киселинни хидроксиди (кислородосъдържащи киселини) – хидроксиди, проявяващи киселинни свойства (например азотна киселина HNO3, сярна киселина H2SO4, серниста киселина H2SO3 и др.)
- амфотерни хидроксиди, които в зависимост от условията проявяват или основни, или киселинни свойства (например алуминиев хидроксид Al(ОН)3, цинков хидроксид Zn(ОН)2).

Терминът „хидроксиди“ често се прилага само по отношение на основните и амфотерните хидроксиди.